# Lexus NX

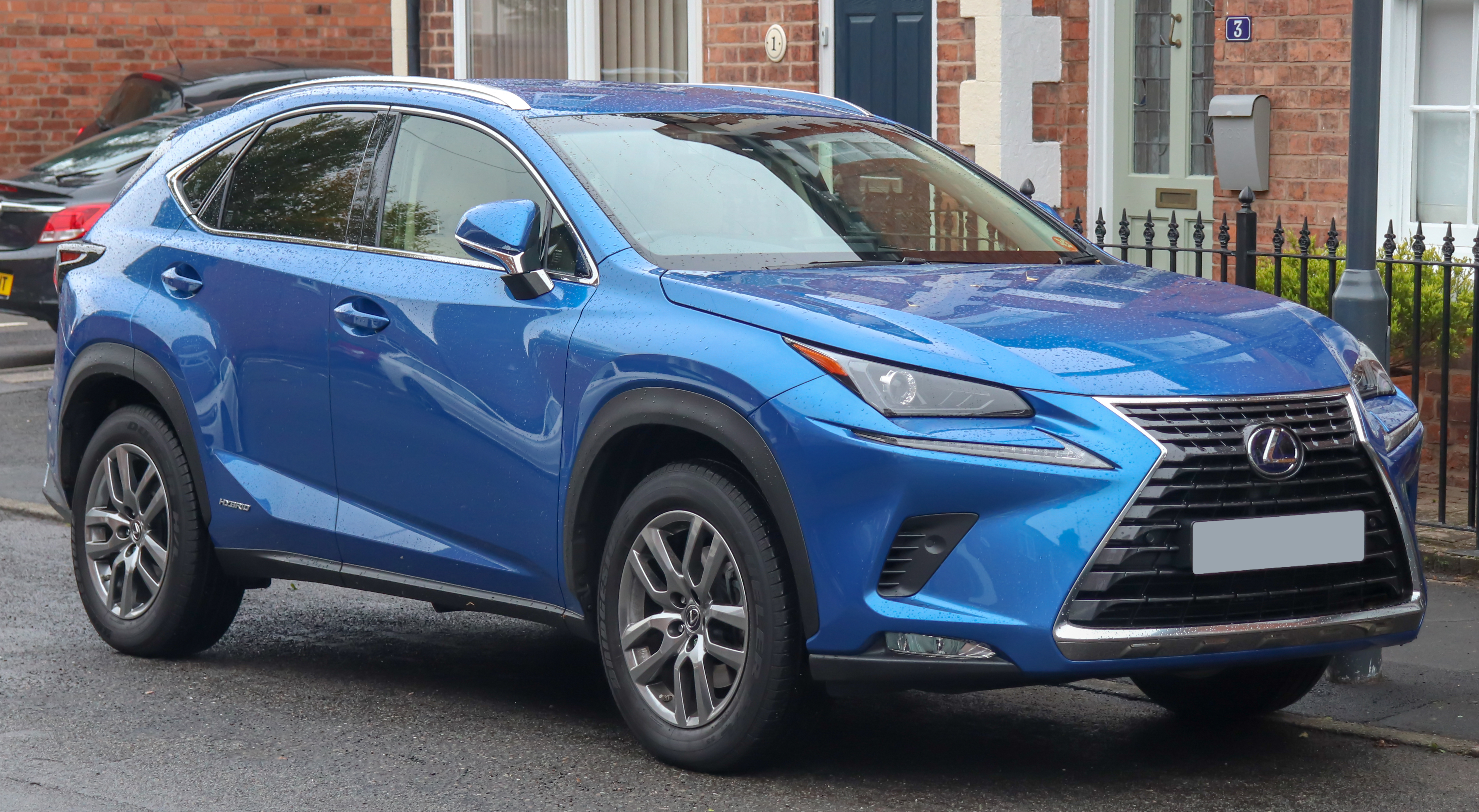
De eerste generatie Lexus NX

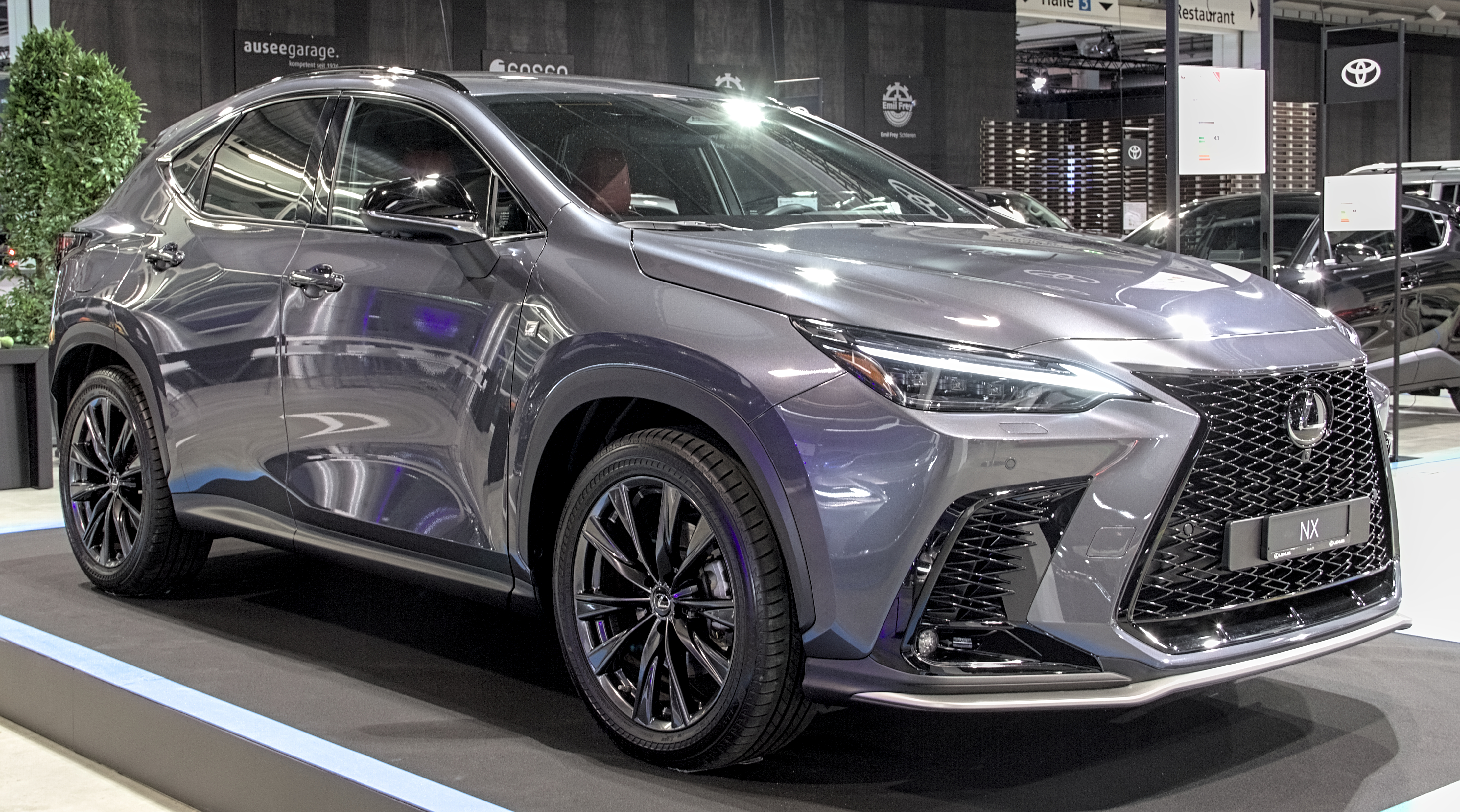
De tweede generatie Lexus NX

De Lexus NX is een compacte cross-over-SUV van het Japanse automerk Lexus, de luxedivisie van Toyota.
De NX wordt vanaf 2014 verkocht in twee uitvoeringen: een benzine-uitvoering en een hybride-uitvoering, die een benzinemotor combineert met een elektromotor. Er zijn sindsdien twee generaties op de markt gebracht:
- Generatie I, NX AZ10 (2014 - 2021): Deze onderging in 2017 een facelift.
- Generatie II, NX AZ20 (vanaf 2021): Naast de benzine- en hybride-uitvoering zal deze ook beschikbaar zijn als plug-inhybride.

Leverbaar in Nederland en België: ES · LC · LS · NX · RX · RZ · UX

Alleen leverbaar buiten Nederland en België : CT · GX · IS · LM · LX · RC

Niet meer leverbaar: GS · HS · LFA · SC